# Kong Jia
Kong Jia (kineski 孔甲, Kǒng Jiǎ) bio je kralj drevne Kine, 14. vladar iz dinastije Xije.
Njegov je otac bio kralj Bu Jiang, a majka mu je nepoznata. Kong Jia je bio unuk Xiea, nećak Jionga te bratić Jina.
Kong Jia je imao mnogo lijepih konkubina. Bio je otac kralja Gaoa te djed kralja Fe.
Vladavina Kong Jije opisana je u Bambuskim analima. On je bio dosta praznovjeran čovjek i obožavao je alkohol. Vazali su postajali sve moćniji jer on nije mario za njih.